# 松井実那子
松井 実那子（まつい みなこ、1983年 - ）は、東北地方で活動している日本のタレント。モックプランニング (MOC Fashion Model Agency) 所属。

## 出演

### テレビ番組
- 突撃!ナマイキTV（東日本放送、2006年4月6日 - ） - リポーター
- 仙台映像食堂（CAT-V） - 司会
- 見たい!住みたい!wakuwakuマンション（ミヤギテレビ、2007年10月6日 - ） - アシスタント
- 2008 TBC新春テレビ〜お年玉スペシャル〜（東北放送、2008年1月1日） - リポーター[2]
- あなろぐ an@log（岩手めんこいテレビ、2008年4月 - 2009年3月） - 司会
- サンドの笑福 2009 新春・初売スペシャル（東北放送、2009年1月1日）[3]
- 山崎まさやの仙台バリュー☆マンション!!（東北放送、2009年2月28日） - アシスタント
- チェック・ザ・マンション!!（東北放送、2009年9月19日 - ）[4]
- サンドの笑福 2010 新春初売りテレビ（東北放送、2010年1月1日） - リポーター
- サンドの笑福 2011 新春・初売テレビ！（東北放送、2011年1月1日） - リポーター
- ちょっとブレイクタイム（ミヤギテレビ、2011年1月8日 - 2016年9月） - MC
- HOMETOWN大好きだっちゃ!!（J:COM 仙台キャベツ）
- 山・海・漬（岩手めんこいテレビ） - リポーター[5]
- GOOD LUCK STORY（岩手めんこいテレビ）[6]

### ラジオ番組
- STEPPIN'（Date fm、2009年10月 - 2013年3月） - パーソナリティ
- STEPPIN' TOHOKU（Date fm、2009年10月 - 2015年3月） - パーソナリティ
- D's style emotion（Date fm、2012年8月[7] - 2013年3月）

### CM
- Beautiful SENDAI
- DUCCA WEDDING[1]
- 薄皮饅頭（柏屋）